# Täuschung
Durch Täuschung wird eine Fehlvorstellung (Irrtum) durch nicht der Wahrheit oder Wirklichkeit entsprechende Umstände oder Sinneswahrnehmungen hervorgerufen, die zu einer verkehrten Auffassung eines Sachverhalts führen. Dabei ist es gleichgültig, ob die Täuschung bewusst durch einen anderen herbeigeführt wird (jemand wird getäuscht) oder nicht (jemand täuscht sich). Im ersten Fall spricht man auch von Irreführung (oder umgangssprachlich Masche).

## Täuschung im deutschen Recht
Die Täuschung ist im deutschen Recht wie die Drohung ein vom Täter eingesetztes, unwertiges Mittel zur Willensbeeinflussung des Opfers. Eine Täuschungshandlung ist jedes Verhalten, das darauf abzielt, bei einem anderen eine unrichtige Vorstellung hervorzurufen, sie zu bestärken oder aufrechtzuerhalten (siehe z. B. Enkeltrick). Die Täuschung muss kausal beim Opfer einen Irrtum auslösen, um strafrechtlich relevant zu sein.
Im deutschen Recht führt der Tatbestand der Täuschung zu Rechtsfolgen für den Täuschenden.
- Rechtlich wird zwischen der aktiven Täuschung (etwa Betrug nach § 263 StGB) und der Täuschung durch Unterlassen (§ 13 StGB) unterschieden. Täuschendes Verhalten ist also eine Handlung oder das Ausbleiben einer Handlung. Strafrechtlich ist die Täuschung eine unwahre und damit falsche Behauptung über betrugsrelevante Tatsachen. Bei Unterlassen hat jemand eine wahre Behauptung über betrugsrelevante Tatsachen verschwiegen[2] oder einen erkannten Irrtum nicht korrigiert, obwohl er zur Aufklärung verpflichtet war.[1] Eine Tatsachenbehauptung ist falsch, wenn ihr Inhalt mit der objektiven Sachlage nicht übereinstimmt und der Täter das Vorliegen von Umständen behauptet, die in Wirklichkeit nicht gegeben sind. Der Irrtum muss nach § 263 Abs. 1 StGB erregt oder unterhalten werden. Unter „Erregen“ wird das „Hervorrufen“ eines Irrtums verstanden, „Unterhalten“ bedeutet das „Aufrechterhalten“ eines bereits vorhandenen Irrtums beim Getäuschten durch „Verstärken“, „Verfestigen“ oder „Verlängern“.[3]
- Täuschung ist auch Tatbestandsvoraussetzung bei Falschgeld (§ 146 StGB), da es dem arglosen Inhaber den Wert von echtem Geld vortäuschen soll. Nach § 267 Abs. 1 StGB macht sich wegen Urkundenfälschung strafbar, wer beim Herstellen einer unechten Urkunde, beim Verfälschen einer echten oder beim Gebrauch dieser Urkunden „zur Täuschung im Rechtsverkehr“ handelt. Dann ist die Täuschung darauf gerichtet, den Eindruck zu erwecken, die Urkunde sei echt.[4] „Zur Täuschung im Rechtsverkehr“ handelt, wer durch willentlichen Gebrauch der Urkunde einem anderen deren Echtheit vortäuscht und ihn damit zu einem rechtserheblichen Verhalten veranlasst.[5]
- Beim Missbrauch von Geldautomatenkarten (Computerbetrug; (§ 263a StGB)) wird von „Täuschungsäquivalenz“ gesprochen. Diese liegt vor, wenn der Täter Geldkarten gegenüber einer fiktiven Person – anstatt des Automaten ein gedachter Bankmitarbeiter – unbefugt verwendet.[6]
- List  wird zwar vom Täter in der Regel für eine Täuschungshandlung eingesetzt, ist aber für diese nicht erforderlich, denn der listige Täter kann auch bereits vorhandene Irrtümer des Opfers ausnutzen. List ist ein Verhalten, mit dem der Täter zur Durchsetzung seines Ziels die verfolgte Absicht oder die ihrer Verwirklichung dienenden Mittel geflissentlich und geschickt verbirgt[7] und dabei einen gewissen Grad an „Klugheit, Schlauheit und Fertigkeit“ anwendet.[7]
- Fehlt es an einer ausdrücklichen Täuschung, genügen auch konkludente, also stillschweigende Täuschungshandlungen. Das kommt bei der Täuschung durch Unterlassen in Frage, wenn der Täter schweigt oder sich passiv verhält, was das Opfer als Erklärungswert über eine Tatsache versteht.
- Eine Straftat wird (nach § 145d Abs. 1 Nr. 1 StGB) vorgetäuscht, wenn der Täter behauptet, es sei eine rechtswidrige Tat (nach § 11 Abs. 1 Nr. 5 StGB) begangen worden. Damit führt er die Strafrechtspflege in die Irre, die vor unnützer Inanspruchnahme ihres Apparats und der damit verbundenen Schwächung der Verfolgungsintensität geschützt werden soll.[8]
- Arglistige Täuschung ist ein eigenständiger, unbestimmter Rechtsbegriff. Arglistig ist die Täuschung nach herrschender Meinung dann, wenn sie vorsätzlich erfolgt.
- Sonstiges: Auch das Mordmerkmal Heimtücke kann auf einer Täuschung beruhen. Irreführende Werbung ist in Deutschland durch das Gesetz gegen den unlauteren Wettbewerb verboten. Streiche können auch Täuschungen verwenden; sie sind nur selten rechtlich relevant.

## Täuschungen ohne Rechtsfolgen

### List und Hinterlist
Wird ein starker Gegner von einem schwächeren durch Täuschung besiegt, so wird diese als List oder Strategie (Kriegslist) allgemein positiv bewertet. Eine der ältesten Erzählungen enthält die (1 Sam 17 ) vom Zweikampf des jungen David gegen einen riesigen Krieger der feindlichen Philister, Goliat. Im Vertrauen auf Gottes Hilfe tritt David dem gewaltigen Gegner entgegen und kann ihn mit seiner Steinschleuder töten:

„Da trat aus dem Lager der Philister ein Vorkämpfer namens Goliat aus Gat hervor. Er war sechs Ellen und eine Spanne groß. Auf seinem Kopf hatte er einen Helm aus Bronze und er trug einen Schuppenpanzer aus Bronze, der fünftausend Schekel wog. Er hatte bronzene Schienen an den Beinen und zwischen seinen Schultern hing ein Sichelschwert aus Bronze. Der Schaft seines Speeres war (so dick) wie ein Weberbaum und die eiserne Speerspitze wog sechshundert Schekel. Sein Schildträger ging vor ihm her.“

Listige Helden der griechischen Mythologie sind beispielsweise Odysseus und Hera, im Märchen unter anderen der Igel in Der Hase und der Igel. Bei Sendungen mit versteckter Kamera wie beispielsweise Verstehen Sie Spaß? werden entsprechende Streiche dokumentiert und als Unterhaltung präsentiert. Solange eine Hinterlist allgemein nicht oder nur geringfügig negativ bewertet wird, bezeichnet man den Ausübenden auch als Schlitzohr und die Eigenschaft als Schlitzohrigkeit. Auch im Sport gibt es erlaubte Täuschungen, die als Finte bezeichnet werden.  Negativ werden dagegen Täuschungen bewertet, die auf Hinterlist, Tücke oder Arglist basieren.

### Wahrnehmungs- und kognitive Täuschung
Eine Wahrnehmungstäuschung liegt vor, wenn die subjektive Wahrnehmung von der objektiven Wahrnehmung abweicht. Kognitive Täuschungen sind Denkfallen; der Begriff ist in Anlehnung an den der optischen Täuschung gebildet. Denkfallen können durch Manipulation herbeigeführt werden.
Eine mit technischen Mitteln herbeigeführte Wahrnehmungstäuschung nennt man auch Illusion. Solche Täuschungen werden zu Unterhaltungszwecken auch in der Zauberkunst eingesetzt. Mit akustischen Täuschungen (Audioillusionen) hat sich besonders die Musikpsychologin Diana Deutsch befasst.

### Täuschung mit sprachlichen Mitteln
Wird die Täuschung durch eine absichtlich falsche Aussage herbeigeführt, bezeichnet man sie als Lüge. Desinformation ist dagegen die massenhafte Verbreitung falscher oder irreführender Informationen.

### Tarnung
Bei der Tarnung ist ein Objekt so verändert, dass es sich nicht oder kaum mehr vom Hintergrund abhebt oder die Gestalt eines ganz anderen Objekts nachahmt. Tarnen und Täuschen sind Aktivitäten beim Militär und im Tierreich.